# 11108 Хатімантай
11108 Хатімантай (11108 Hachimantai) — астероїд головного поясу, відкритий 27 жовтня 1995 року.
Тіссеранів параметр щодо Юпітера — 3,216.